# Agrilus salweenensis
Agrilus salweenensis es una especie de insecto del género Agrilus, familia Buprestidae, orden Coleoptera.
Fue descrita científicamente por Stebbing, 1914.